# Луба (місто)
Луба — місто на західному узбережжі острова Біоко, столиця провінції Біоко-Сур, Екваторіальна Гвінея.

## Клімат
Місто знаходиться у зоні, котра характеризується мусонним кліматом. Найтепліший місяць — лютий із середньою температурою 23.5 °C (74.3 °F). Найхолодніший місяць — серпень, із середньою температурою 21.1 °С (70 °F).
| Клімат Луби             | Клімат Луби | Клімат Луби | Клімат Луби | Клімат Луби | Клімат Луби | Клімат Луби | Клімат Луби | Клімат Луби | Клімат Луби | Клімат Луби | Клімат Луби | Клімат Луби | Клімат Луби |
| Показник                | Січ.        | Лют.        | Бер.        | Квіт.       | Трав.       | Черв.       | Лип.        | Серп.       | Вер.        | Жовт.       | Лист.       | Груд.       | Рік         |
| Середня температура, °C | 23          | 23,5        | 23,1        | 23          | 22,7        | 22,1        | 21,2        | 21,1        | 21,5        | 21,8        | 22,3        | 22,7        | 22,3        |
| Норма опадів, мм        | 67.1        | 93.9        | 190.9       | 231.9       | 288.9       | 275.8       | 347.6       | 372.4       | 413.7       | 411.2       | 170.8       | 69.7        | 2933.9      |
| Днів з опадами          | 7,1         | 9,5         | 15,7        | 18,5        | 20,4        | 19,2        | 20,4        | 22,6        | 24,4        | 23,3        | 13,8        | 7,6         | 202,5       |
| Вологість повітря, %    | 79.6        | 78.6        | 81.3        | 82.2        | 84.2        | 84.4        | 84.9        | 85          | 84.7        | 85.2        | 84.6        | 81.9        | 83.1        |
| ----------------------- | ----------- | ----------- | ----------- | ----------- | ----------- | ----------- | ----------- | ----------- | ----------- | ----------- | ----------- | ----------- | ----------- |
| Джерело: Weatherbase    |             |             |             |             |             |             |             |             |             |             |             |             |             |